# Woodborough (Nottinghamshire)
Pour les articles homonymes, voir Woodborough.
Woodborough est une paroisse civile et un village du Nottinghamshire, en Angleterre.